# Le Prophète blanc
Le Prophète blanc est un roman de fantasy écrit par Robin Hobb. Traduction française de la première moitié du livre original Fool's Errand publié en 2001, il a été publié en français le 10 mars 2003 aux éditions Pygmalion et constitue le septième tome de L'Assassin royal ainsi que le premier tome du deuxième cycle.
Les événements relatés dans ce deuxième cycle se déroulent quinze ans après ceux décrits dans les six tomes du cycle précédent. Une autre série de Robin Hobb, Les Aventuriers de la mer, se déroulant dans le même monde, se situe chronologiquement entre ces deux cycles et introduit des personnages importants du deuxième cycle.

## Résumé
FitzChevalerie vit maintenant une retraite paisible et méritée. Loin de tous ses anciens compagnons qui, en bonne partie, le croient mort, il profite d'une existence bien à lui comme il l'a tant espérée. Il se charge de l'éducation de Heur, un jeune garçon que lui a confié son amie la ménestrelle et passe ses journées à s'occuper de tâches de la ferme avec son ami le loup Œil-de-Nuit. Il profite de la visite de la ménestrelle de temps en temps et apprend que les possesseurs du Vif sont victimes de violences inimaginables. À la suite d'un voyage de Heur avec la ménestrelle, il apprendra que celle-ci est mariée et le lui a caché. Il prendra conscience que la vie a continué sans lui. Il devra dès lors prendre des décisions difficiles pour lui et son entourage.
Au travers de son fils adoptif, il fera la connaissance de Jinna, sorcière qui pratique la magie des haies qui découvrira très tôt qu'il est doué du Vif.
Son existence est à nouveau bouleversée quand son ancien mentor vient lui rendre visite pour lui demander de l'aide pour une mission que seule Fitz peut réussir. Le prince Devoir est en âge d'apprendre l'Art, or, il n'existe plus aucun maître d'Art ni même de personnes susceptibles de le pratiquer.
Quelque temps plus tard, c'est le Fou qui refera son apparition, celui-ci a beaucoup changé et ce n'est plus sous le nom de Fou qu'il est connu mais sous celui de Sire Doré, personnage excentrique qui ne manque de rien. Si Fitz a vécu modestement, ce n'est pas le cas du Fou qui désormais a la peau d'une couleur dorée et est richement vêtu, ne manquant de rien grâce à de bonnes affaires qu'il a réalisées.
Pour financer l'apprentissage de son fils adoptif, il acceptera de retourner au château pour remplir une nouvelle mission.
Au château, pour cacher son identité, il prendra le rôle de valet du Sire Doré qui est fortement appréciée de la cour et ses alentours.
Fitz sera très vite envoyé en mission afin de découvrir ce qu'est advenu le prince Devoir qui semble avoir été enlevé, par ruse plus que par force. En effet, le prince semble doué du Vif et fait, semble-t-il, l'objet d'un complot organisé par une secte qui se fait appeler les fidèles du Prince Pie.